# Bathyphantes pusiolus
Bathyphantes pusiolus är en spindelart som först beskrevs av Fickert 1875.  Bathyphantes pusiolus ingår i släktet Bathyphantes och familjen täckvävarspindlar. Inga underarter finns listade.